# François de Hérain
François de Hérain (París, Francia; 10 de noviembre de 1877 - París, Francia; 28 de mayo de 1962) fue un pintor, escultor y grabador francés. Hizo muchas pinturas de escenas en la Argelia francesa y Marruecos. Fue autor de varios libros de arte. Ganó el Premio Charles Blanc de la Académie française para Peintres et sculpteurs écrivains d'art en 1961. Más tarde, su esposa Eugénie Hardon se casó con el mariscal Philippe Pétain.
Vivió en París y en Les Baux de Provence, donde una plaza lleva su nombre, Place François de Hérain. Falleció en la ciudad de París el 28 de mayo de 1962.